# Kazunari Kakei
Kazunari Kakei (筧一成) est un mangaka japonais, auteur de Nora (The Last Chronicle of The Devildom), sa première série, et de Surebrec, one-shot où sont remis en scène les personnages de Nora une vingtaine d'années plus tard dans un contexte quelque peu différent. 
Adorateur de saké, il se représente d'ailleurs sous la forme d'une bouteille de saké avec des yeux et une bouche.